# Église Saint-Barthélemy de Jailleux
Pour les articles homonymes, voir Église Saint-Barthélémy.
L'église Saint-Barthélemy de Jailleux est un édifice de culte catholique situé à Jailleux sur la commune de Montluel.

## Description

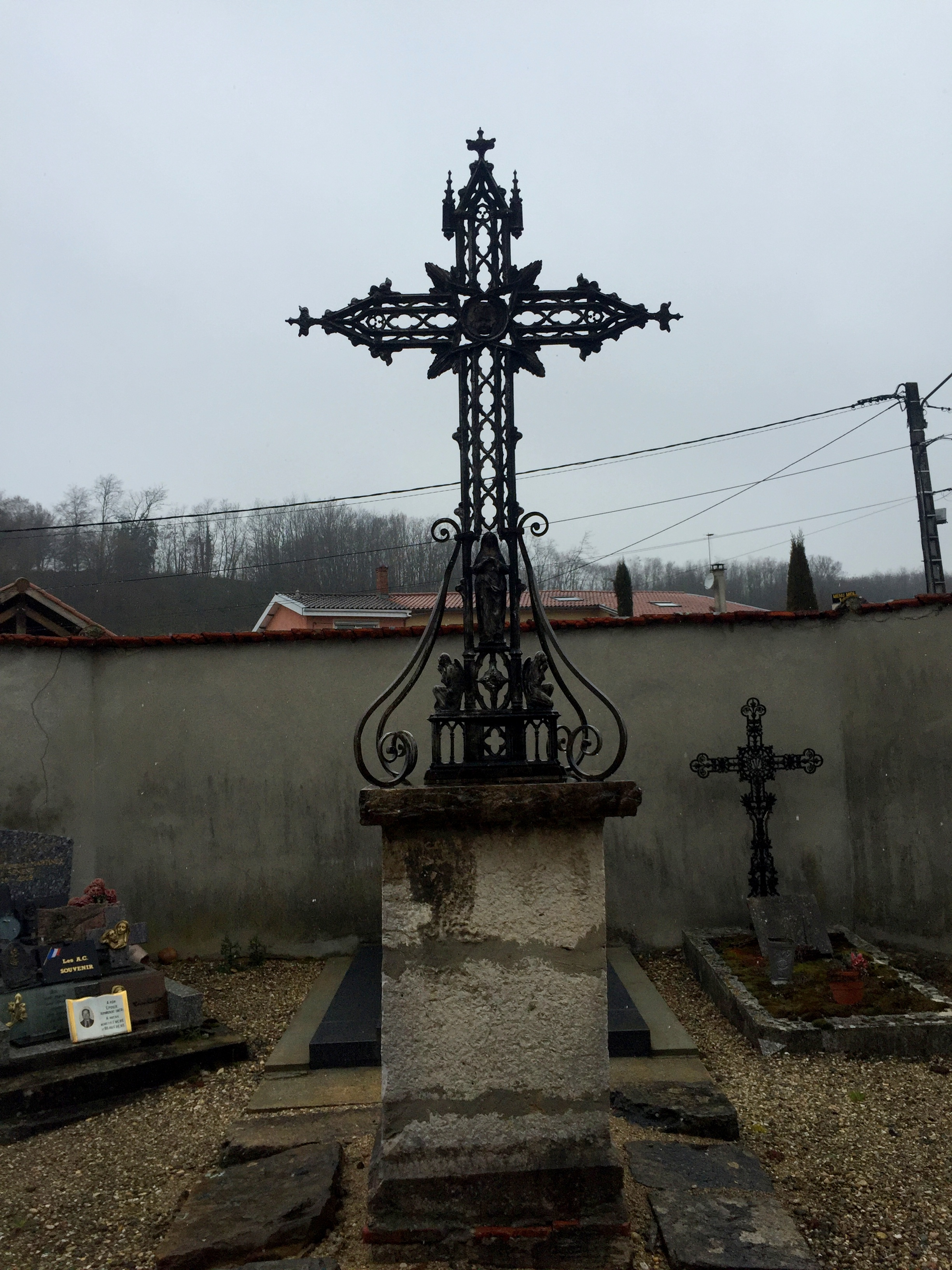
La croix du cimetière de Jailleux.

L'église se trouve dans le cimetière de Jailleux. L'entrée de l'église fait face à la croix du cimetière.

### Mobilier
Entre autres :
- le bénitier en pierre date du XIXe siècle[1] ;
- deux statues religieuses en plâtre représentent respectivement saint Laurent et le Sacré Cœur[1].